# 高雄發大財

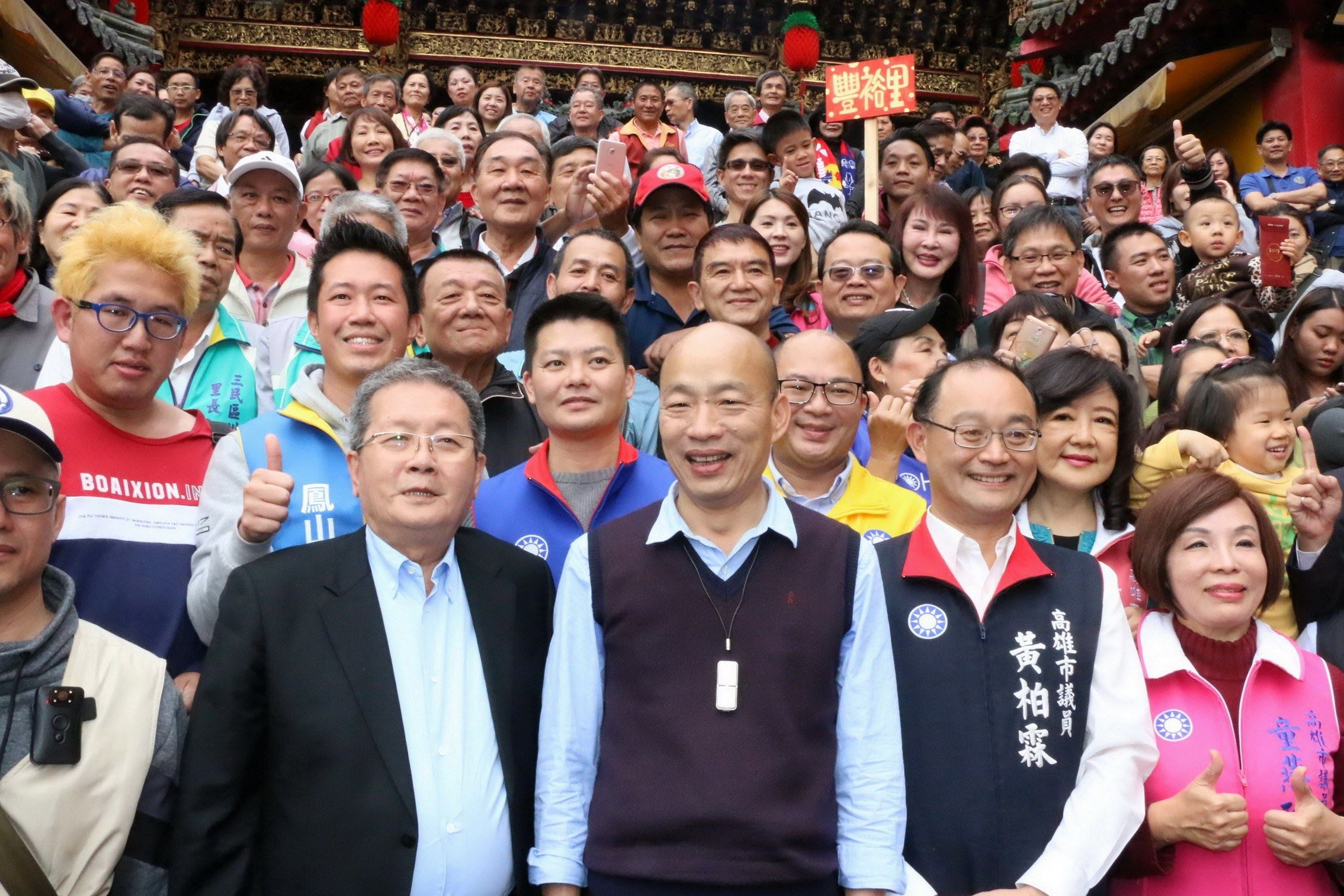
時任高雄市市長韓國瑜赴玉皇宮參香祈福，向在場民眾表示：「2019年的高雄充滿希望，盼望新的一年台灣人民過更好的日子，高雄可以發大財。」

「高雄發大財」是中華民國政治人物、前高雄市市長韓國瑜在競選市長時的口號之一，主張高雄市應該摒棄政治鬥爭，大力進行經濟和產業建設，也是他當選後與其市府的施政主軸，但隨著韓國瑜遭到罷免而宣告終止。

## 競選口號
韓國瑜在競選高雄市市長時使用了許多口號，包括「一瓶礦泉水，一碗滷肉飯」、「北漂」、「貨出得去，人進得來，高雄發大財」、「拉進來，打出去」等，使其在民主進步黨長期執政的高雄市掀起了「韓流」，而「韓流」不僅成為韓國瑜在選舉中獲勝的關鍵，也成為中國國民黨在整場選舉中狂勝的關鍵。樹德科技大學行銷管理系副教授黃慶源表示，韓國瑜的個人特質鮮明，而其直白的話語切中台灣南部人與年輕人的心理，他更將複雜的經濟政見，化為老百姓一聽就懂的一句話，使他的口號有著洗腦般的強大效應。韓國瑜在競選時更曾上載他自己唱饒舌音樂《讓高雄發大財》的影片，使他在網路上受極高關注。

## 施政主軸
韓國瑜在上任高雄市市長後，承接其競選口號，以「貨出得去、人進得來，高雄發大財」為其領導的市府施政主軸，把治市重心放在經濟層面。韓國瑜指，在其上任的首五個月内，高雄市簽訂了價值約新臺幣93億元的農漁產品訂單與合作備忘錄，而2019年1至4月企業在高雄市的投資也達500億元。韓國瑜在2019年3月曾到訪香港、澳門、中国大陆等地，簽訂總值約10.3億港元的訂單，其中他在25日與深圳平湖海吉星農產簽訂4年2億元人民币的訂單後，當場大喊「高雄發大財」的口號。

## 爭議
2019年5月14日，韓國瑜和各局處首長一起在高雄市立美術館大廳狂喊四次「高雄發大財」，還說要用念力讓高雄衝起來，最後還意猶未盡大聲說了一聲「爽」。對此，韓國瑜也表示：「是想讓高雄市團隊有正能量，來思考高雄未來經濟轉型，所以我們用那個空間來呼口號。」16日，參加中國國民黨總統初選的鴻海科技集團創辦人郭台銘質疑韓國瑜只會說「發大財」，連庶民經濟都不懂。就此，韓國瑜回應：「我們用念力，全高雄都知道高雄發大財，幾乎人人琅琅上口，高雄市民每次喊這五個字時都特別快樂。」
韓國瑜曾在高雄市議會接受備詢，而當時代力量黨籍的議員黃捷質詢韓國瑜所提「自由經濟區」具體要開放哪些項目時，韓國瑜以「高雄要發財啊」、「總目標是高雄要發財」、「希望高雄發大財」作結尾，並同時請熟稔業務的各處局長代為回答黃捷議員的問題，使黃捷大感不滿，而幾十秒長的短片在網路流行傳播。韓國瑜在其後出席市議會答詢，在每次回答議員問題後，都重複一遍「高雄發大財」，並請熟稔業務的各處局長代為回應，韓國瑜表示此舉方便議員剪接來消遣他本人。
另外，聯合新聞網報導根據Quickseek輿情大數據顯示，自韓國瑜的負評多於正評開始，中國國民黨的支持者談「發大財」的機率越來越小，而民主進步黨的支持者談「發大財」的機率越來越高。